# Mr. Malcolm's List - La lista del signor Malcolm
Mr. Malcolm's List - La lista del signor Malcolm (Mr. Malcolm's List) è un film del 2022 diretto da Emma Holly Jones.
La pellicola è l'adattamento cinematografico del romanzo omonimo di Suzanne Allain, autrice anche della sceneggiatura.

## Trama
Nell'Inghilterra del primo Ottocento, la giovane Selina Dalton decide di aiutare Julia, un'amica d'infanzia, a vendicarsi di Jeremiah Malcolm, un pretendente che l'aveva lasciata bruscamente dopo essersi reso conto che la donna non soddisfaceva le sue preferenze.
Costui, infatti, aveva stilato una lista di caratteristiche che la sua futura moglie doveva possedere, e allora le due donne si alleano per consentire a Selina di smarcare tutti i posti di suddetta lista.
Il signor Malcolm scopre l’inganno e ne rimane inizialmente molto contrariato, poi però capisce che Selina è davvero la donna della sua vita e pertanto le giura amore e le chiede di sposarlo.

## Produzione

### Sviluppo
Emma Holly venne a conoscenza del romanzo di Suzanne Allain accidentalmente, dopo aver sentito della sceneggiatura che l'autrice aveva tratto dal suo stesso romanzo sul podcast di The Black List nel 2015. Dopo aver coinvolto le produttrici Laura Rister e Laura Lewis, la Jones acquistò i diritti del romanzo. Per sondare il mercato, nel 2019 la regista decise di realizzare un cortometraggio tratto dal libro, prodotto da Vice Studios ed interpretato da Sope Dirisu, Gemma Chan, Freida Pinto, Oliver Jackson-Cohen, Sianad Gregory e Divian Ladwa. Il cortometraggio riscosse un buon successo, raggiungendo oltre due milioni di visualizzazioni online.
Forte del successo del cortometraggio, il romanzo della Allain fu pubblicato da Berkley Press e con il coinvolgimento di Katie Holly e della Blinder Films Jones decise di espandere il corto in un lungometraggio. Pinto, Dirisu, Jackson-Cohen, Ladwa e Gregory tornarono ad interpretare i ruoli già ricoperti nel cortometraggio e al cast si aggiunsero anche Zawe Ashton, Theo James ed Ashley Park.

### Riprese
Le riprese sono iniziate nel marzo 2021 in Irlanda.

## Promozione
Il primo trailer del film è stato pubblicato il 25 maggio 2022.

## Distribuzione
Il debutto del film nelle sale statunitensi è avvenuto il 1º luglio 2022.
In Italia il film è stato distribuito nell'ottobre 2022 in streaming.